# 발리케시르주

발리케시르주의 위치

발리케시르주(튀르키예어: Balıkesir ili)는 튀르키예 중서부에 위치한 주로, 마르마라 지역에 속한다. 주도는 발리케시르이며 면적은 12,496km2, 인구는 1,118,313명(2007년 기준), 자동차 번호는 10번, 시외전화 지역번호는 0266번이다. 마르마라해, 에게해와 접하며 서쪽으로는 차나칼레주, 남서쪽으로는 이즈미르주, 남쪽으로는 마니사주, 남동쪽으로는 퀴타히아주, 동쪽으로는 부르사주와 접한다. 19개 군을 관할한다.
올리브와 온천, 아름다운 해변으로 유명하며 고령석이 많이 채굴된다.

## 같이 보기
- 발리케시르
- 마르마라 지역